# Дончо Баксанов
Дончо Баксанов е български политик, областен управител на област Пазарджик при първото правителство на Бойко Борисов.

## Биография
Дончо Баксанов е роден през 1949 година в Бургас, Народна република България. По-късно семейството на родителите му се мести в София, където той завършва средно образование и Висшия ветеринарномедицински институт „Проф. Павлов“.
Мести се да живее в Пазарджик с жена си Мария. Баща е на журналистката Кристина Баксанова.
Първото му работно място е в АПК, Капитан Димитриево (1973). През 1986 година започва работа в ДВСК (Държавен ветеринарно санитарен контрол), където е и до днес.
В средата на януари 2012 година става областен координатор на ГЕРБ за област Пазарджик.